# Sichtweite unter Wasser
Die Sichtweite unter Wasser ist ein wichtiger Umwelteinfluss auf alle Arten von Unterwasseraktivitäten. Beim Gerätetauchen oder Schnorcheln wird oft von der Sicht gesprochen, wenn die Sichtweite gemeint ist. Da Licht von Wasser stärker absorbiert wird als von der Luft, ist die Sichtweite im Wasser grundsätzlich geringer als über dem Wasser. Auf die Fähigkeit zur räumlichen Orientierung, die Möglichkeiten von Naturbeobachtungen, das Gelingen von Unterwasseraufnahmen und auch auf das psychische Empfinden kann die Sichtweite einen großen Einfluss haben.

## Licht im Wasser

Schematische Darstellung der Farbabsorption im Wasser

Die Absorption des Wassers ist bei langwelligem Licht am stärksten. Die starke Absorption des roten Lichtes macht sich bereits ab wenigen Metern Tauchtiefe als eine Ausblauung bemerkbar. In einer Tiefe von etwa 10 Metern ist Rot bereits nicht mehr wahrnehmbar. Mit größerer Tiefe erscheinen Farben immer blauer, da ein immer größerer Teil des Spektrums ausgefiltert wird. Spätestens ab 60 Metern herrscht Dunkelheit, da auch das blaue kurzwellige Licht nicht so weit durch das Wasser dringen kann. Dieser Vorgang wird in der Fachsprache als Extinktion bezeichnet.
Die gleiche Lichtabsorption geschieht nicht nur von oben nach unten, sondern auch quer zur Wasseroberfläche, was dazu führt, dass die Sichtweite unter Wasser grundsätzlich auf maximal 60 Meter beschränkt ist. In der Praxis ist aber die Sichtweite meist geringer. Wird eine Taucherlampe eingesetzt, so entspricht die Sichtweite der halben Leuchtweite. Das von der Lampe ausgestrahlte Licht muss zuerst durch das Wasser das angestrahlte Objekt erreichen. Dort wird es reflektiert und geht den gleichen Weg zurück zum Auge des Tauchers. Es legt also die gleiche Strecke zweimal zurück. Das Wasser absorbiert das Licht auf dem Hin- und Rückweg.

## Masken und Brillen
Beim direkten Kontakt zwischen Auge und Wasser entfällt ein Großteil der Brechung des Lichtes an der Außenfläche der Augenlinse. Da das menschliche Auge für das Sehen in der Luft optimiert ist, reicht die Anpassungsfähigkeit der Augenlinse nicht mehr aus, um unter Wasser richtig zu fokussieren. Deshalb ist ohne eine Tauchmaske ein scharfes Sehen unter Wasser unmöglich – was die nutzbare Sehweite deutlich einschränkt. Durch eine Tauchermaske oder eine Schwimmbrille liegt auf dem Auge kein Wasser, sondern Luft. Die zusätzliche Brechung an der Außenkrümmung der Augenlinse, durch die scharfes Sehen mit dem menschlichen Auge erst möglich wird, ist wiederhergestellt. Wegen der Brechung des Lichtes an den Maskengläsern (Übergang Wasser-Luft) erscheint alles rund 33 Prozent  größer und 25 Prozent näher, als das Gehirn es von Überwasser gewohnt ist.

## Sichtweite im Normalfall
Je nach der Art des Gewässers ist die Sichtweite unter Wasser sehr unterschiedlich. In mit Trinkwasser gefüllten Schwimmbädern ist es möglich, 40 Meter weit oder weiter zu sehen. Gleiches gilt für klare Tropengewässer oder sehr kalte Bergseen. Meist gut ist die Sicht im Ozeanwasser in der gemäßigten oder subtropischen Klimazone. Hier sind Sichtweiten von 10 bis 20 Meter möglich. In Binnenseen kann sich die Sichtweite sehr schnell ändern. Sie kann von unter 10 Zentimetern bis zu 25 Meter reichen. In Moorseen ist die Sicht meist schlecht bis sehr schlecht. 10 Zentimeter bis zu wenigen Metern sind in moorigem Wasser normal.

## Einflüsse auf die Sichtweite

Schwebeteilchen im Wasser reflektieren das Licht und werfen einen Schatten auf den Hintergrund.

### Fauna und Flora

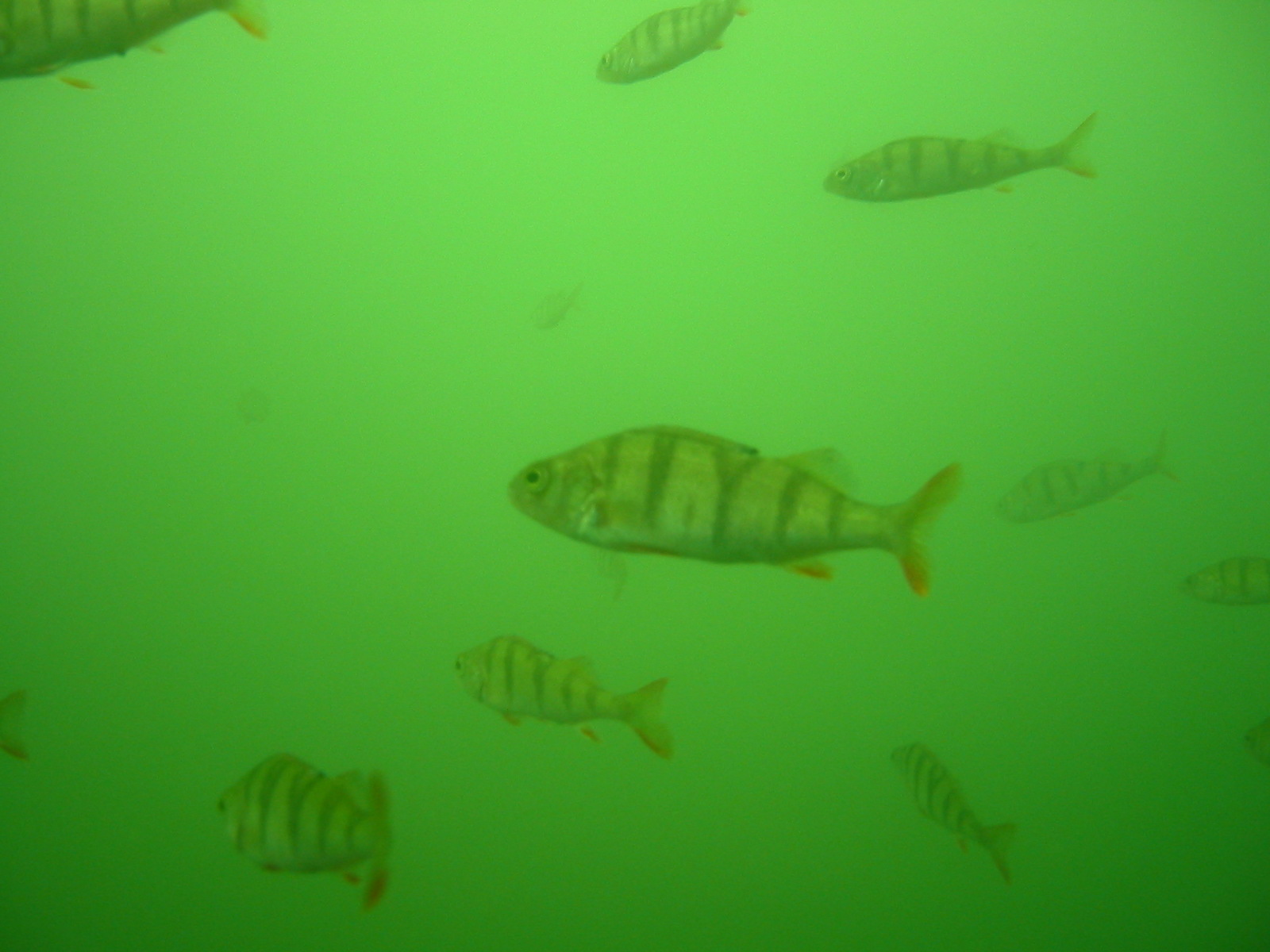
Wenige Meter Sichtweite in einem Süßwassersee.

Einen großen Einfluss auf die Sichtweite im Wasser hat die Fauna und Flora im Wasser. Ist das Wasser sehr nährstoffreich, so enthält es viel Plankton und Algen. Durch die von ihnen erzeugen Exkremente und durch ihr Ableben entstehen Schwebeteilchen, die im Wasser treiben. Diese Lebewesen – die oft wenig größer oder kleiner als ein Millimeter sind – zerstreuen und reflektieren, zusammen mit den Schwebeteilchen, das Licht und behindern dadurch, wie Nebeltröpfchen in der Luft, die Sicht.
Auch große Mengen von Pollen von Landpflanzen können ins Wasser gespült werden und die Sichtweite einschränken.

### Verschiedene Wasserarten
Große Niederschlagsmengen oder Zuflüsse können in einem Gewässer dazu führen, dass sich eine Schicht mit klarem Wasser über dem trüben Wasser bildet. Dies geschieht oft dort, wo Süß- auf Salzwasser trifft oder wo unterschiedlich warmes Wasser zusammen fließt. An der vielfach klar sichtbaren Schichtgrenze kann sich die Sichtweite von einem Meter auf den nächsten dramatisch ändern.

### Wetter
Neben den Niederschlägen, die einen See oder Fjord in den oberen Metern aufklären können, hat der Wind einen großen Einfluss auf die Sichtweite. Die vom Wind erzeugten Wellen können trübes warmes und klares kaltes Wasser so mischen, dass schlussendlich alles trüb ist. Oft wird in Ufernähe auch der Schlick vom Grund des Gewässers von den Wellen aufgewühlt, wodurch die Anzahl der Schwebeteilchen im Wasser stark ansteigen kann.

### Jahreszeit

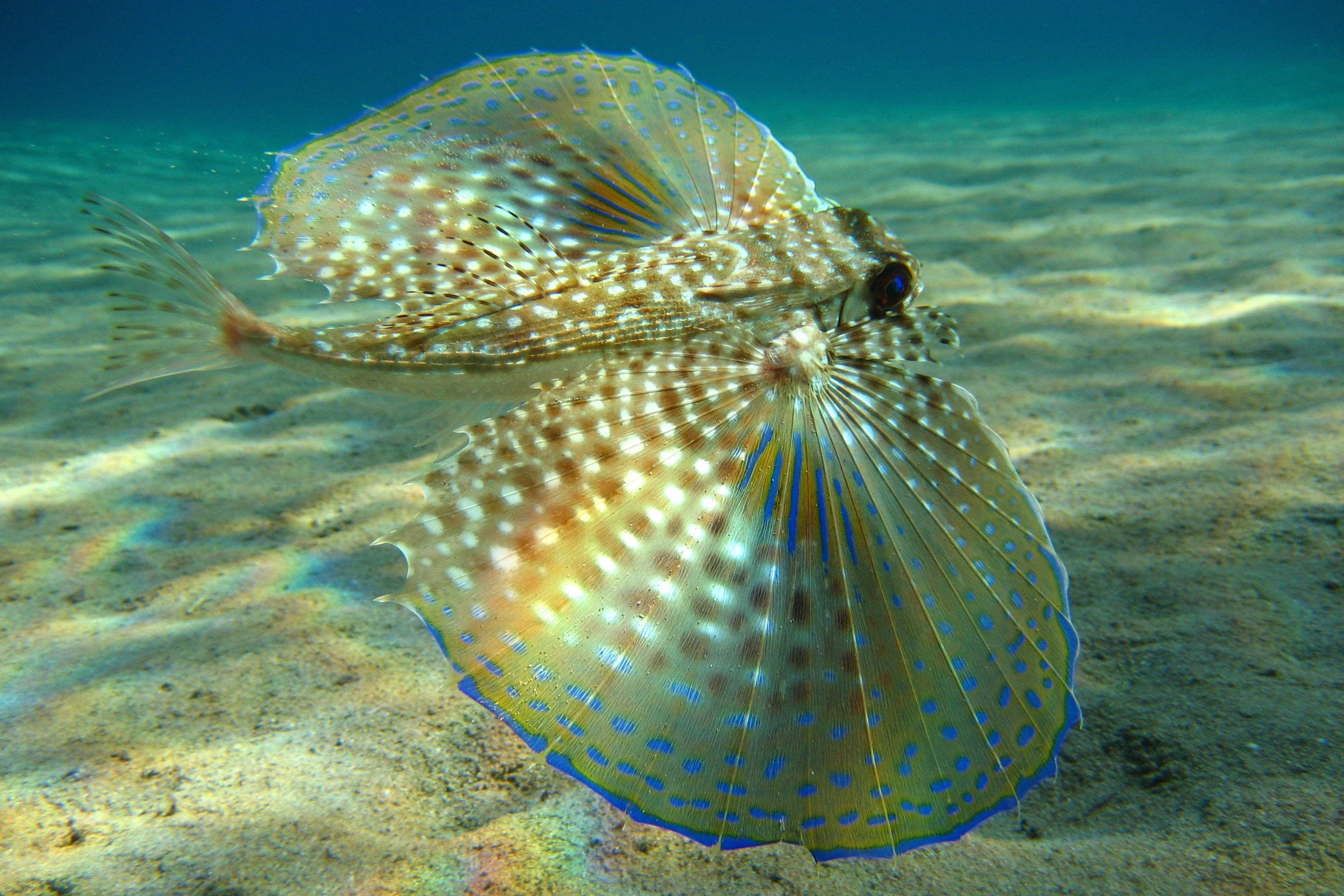
Sehr gute Sicht im wenig tiefen Tropen-Salzwasser

Die Sichtweite kann je nach Jahreszeit stark variieren. Im Winter ist die Sichtweite, in mitteleuropäischen Gewässern, meist besser als im Hochsommer. Wegen der tieferen Wassertemperaturen im Winter gibt es weniger Lebewesen, die im Wasser schweben. Im Frühling kann die Sicht durch große Wassermengen von der Schneeschmelze sehr viel klarer oder sehr viel trüber sein, je nach Geologie und Größe des Einzugsgebiets des betreffenden Gewässers. Im Herbst klärt die Sicht in vielen Gewässern langsam auf, da sich der Lebenszyklus von vielen Lebewesen langsam dem winterlichen Tiefpunkt zuneigt.

### Geografische Lage
Entscheidend kann auch die geografische Lage sein, an der die Unterwasseraktivität stattfindet. Gerade in größeren Gewässern kann die Sichtweite lokal stark variieren. Zuflüsse, die viel Geschiebe führen oder durch ein Moor fließen, können lokal die Sichtweite einschränken. Es treten auch eine Vielzahl anthropogener Ursachen für veränderte Sichtverhältnisse unter Wasser auf. In der Nähe von großen Siedlungen oder wenn es in der Nähe intensive Landwirtschaft gibt, entwickeln sich das Plankton und die Algen viel stärker. Bestimmte Industriezweige wie beispielsweise der Bergbau, die trübe Abwässer in das Gewässer leiten, können auch lokal zu schlechter Sicht beitragen. Bauarbeiten am oder im Wasser haben die gleiche Auswirkung.

## Einflüsse auf Tiefseebewohner
In der lichtarmen Tiefsee sind Einflüsse durch die von der Wellenlänge des Lichtes abhängige Sichtweite unter Wasser auf die Tierwelt zu beobachten. Während viele Tiefseebewohner durchsichtige oder dunkle Körper haben, um sich in diesem lichtarmen Lebensraum zu tarnen, kennzeichnet einige Tiefseebewohner, wie den Vampirtintenfisch und den Riesenkalmar eine über Wasser sehr auffällige rote Färbung. Die Unterordnung der Tiefsee-Anglerfische enthält durchsichtige, schwarze, sowie rote Arten. Obwohl die Farbe Rot über Wasser häufig als Signalfarbe verwendet wird, hat sie im lichtarmen Bereich der Tiefsee genau den gegenteiligen Effekt. Da rotes Licht unter Wasser am stärksten absorbiert wird und nicht in diese Tiefen vordringt, bietet diese Färbung eine Tarnung. Die Tiefsee wird von tiefblauem Licht dominiert. Die meisten Tiefseebewohner sind auf das Sehen blauer beziehungsweise bläulichgrünen Lichtes spezialisiert. Diese kurzen Wellenlängen haben unter Wasser die größte Reichweite. Geringe Mengen Restlicht dringen sogar noch bis in 500 bis 1000 Meter Tiefe vor.